# Publius Clodius Thrasea Paetus
Publius Clodius Thrasea Paetus (* in Patavium; † 66 in Rom) war ein römischer Senator und Stoiker in der Regierungszeit des Kaisers Nero. Er war der Schwiegervater des Gaius Helvidius Priscus und ein Freund des Dichters Aulus Persius Flaccus.
Er wurde in Patavium, dem heutigen Padua, geboren und gehörte einer vornehmen und reichen Familie an. Die Umstände, die ihn veranlassten, sich in Rom niederzulassen, sind unbekannt. Anfangs wurde er von Nero rücksichtsvoll behandelt, vielleicht aufgrund des Einflusses von Seneca, und vom Kaiser für das Jahr 56 zum Suffektkonsul ernannt und mit der Betreuung der Sibyllinischen Bücher beauftragt. Im Jahr 57 unterstützte er im Senat die Sache der kilikischen Gesandten, die nach Rom kamen, um ihren Statthalter Cossutianus Capito wegen Erpressung anzuklagen.
Im Jahr 59 zeigte Thrasea erstmals öffentlich seine Abscheu gegenüber dem Verhalten Neros und der Unterwürfigkeit des Senats, als er nach der Verlesung von Neros Rechtfertigungsschreiben zum Mord an Agrippina, aber vor der Abstimmung darüber, den Senat verließ. Im Jahr 62 verhinderte er die Hinrichtung des Prätors Antistius Sosianus, der eine Schmähschrift über den Kaiser verfasst hatte, und überzeugte den Senat, ein milderes Urteil zu fällen. Nero zeigte sein Missfallen darüber, indem er sich im Jahr 63 weigerte, Thrasea zu empfangen, als der Senat geschlossen beim Kaiser anlässlich der Geburt einer Prinzessin seine Aufwartung machte.
Thrasea zog sich als Konsequenz ins Privatleben zurück und betrat das Senatsgebäude nicht mehr. Er weigerte sich, für die Verleihung göttlicher Ehren an Neros im Jahr 65 gestorbene Frau Poppaea Sabina zu stimmen. Sein Tod hingegen war bereits beschlossene Sache. Sein einfaches Leben und die Einhaltung der stoischen Prinzipien wurden als Vorwurf an die Frivolität und Verderbtheit Neros betrachtet. Der Geschichtsschreiber Tacitus behauptet, dass Nero „sich schließlich danach sehnte, die Tugend in der Person des Thrasea und des Soranus selbst in den Tod zu schicken“. Cossutianus Capito, der Schwiegersohn des Tigellinus, der Thrasea nicht verziehen hatte, dass er neun Jahre zuvor auf der Gegenseite gestanden hatte, und Eprius Marcellus nahmen es auf sich, die Verfolgung Thraseas durchzuführen.
Verschiedene Anklagen wurden gegen ihn vorgebracht, und der Senat, durch die Anwesenheit eines großen Truppenkontingents eingeschüchtert, sah keine Alternative, als ihn zum Tode zu verurteilen. Thrasea erreichte die Nachricht zuhause, als er einige Freunde bewirtete. Er zog sich in sein Zimmer zurück und schnitt sich die Pulsadern auf. Tacitus’ Bericht bricht an der Stelle ab, wo Thrasea Demetrius, den kynischen Philosophen anspricht, mit dem er zuvor an diesem Tag eine Unterhaltung über die Natur der Seele hatte. Thrasea war das Subjekt einer Lobschrift von Quintus Iunius Arulenus Rusticus, einem Volkstribun, der angeboten hatte, sein Veto über das Dekret des Senates einzulegen, dem Thrasea es aber verbot, sein Leben nutzlos wegzuwerfen. Seine eigene Lebensführung richtete Thrasea am Beispiel des Cato Uticensis aus, auf den er selbst Lobschriften verfasste, einer von Plutarchs Hauptquellen bei dessen Biographie Catos.
Plinius der Jüngere zitiert ein Bonmot, das er Thrasea zuschreibt, in einem seiner Briefe: "Qui vitia odit, homines odit" ("Wer die menschlichen Fehler hasst, hasst die Menschen").
Thrasea war mit Arria der Jüngeren verheiratet, der Tochter der älteren Arria und des Aulus Caecina Paetus, der mit einer gescheiterten Revolte gegen Claudius im Jahr 42 in Verbindung gebracht und zum Tod verurteilt worden war. Mit seiner Gemahlin hatte Thrasea eine Tochter, Fannia, welche die zweite Gattin des Gaius Helvidius Priscus wurde.